# 另一個地球
是一部2011年美國的獨立科幻電影，由邁可·卡希爾執導，布里特·马灵、威廉·麥鮑瑟和羅賓·羅德·泰勒主演。本片於2011年1月在第27屆辛丹斯電影節首映，由霍士探照燈影業發行。

## 演員
- 布里特·马灵 飾 Rhoda Williams
- 威廉·麥鮑瑟 飾 John Burroughs
- Jordan Baker 飾 Kim Williams
- 羅賓·羅德·泰勒 飾 Jeff Williams
- Flint Beverage 飾 Robert Williams
- 庫瑪·帕拉納（英语：Kumar Pallana） 飾 Purdeep
- Diane Ciesla 飾 Dr. Joan Tallis
- 魯伯特·雷德（英语：Rupert Reid） 飾 Keith Harding
- 理查德·貝倫森（英语：Richard E. Berendzen） 飾 他自己（旁白）

## 外部連結
- 開眼電影網上《另一個地球》的資料（繁體中文）
- 豆瓣电影上《另一个地球》的資料 （简体中文）
- 时光网上《另一个地球》的資料（简体中文）
- AllMovie上的资料（英文）
- 爛番茄上的資料（英文）
- Box Office Mojo上的資料（英文）
- TCM电影资料库上的资料（英文）
- Metacritic上的資料（英文）
- 互联网电影数据库（IMDb）上的资料（英文）